# Neottopteris humbertii
Neottopteris humbertii là một loài thực vật có mạch trong họ Aspleniaceae. Loài này được (Tardieu) Tagawa miêu tả khoa học đầu tiên năm 1948.